# Ле-Валле-де-ла-Ванн
Ле-Валле-де-ла-Ванн (фр. Les Vallées de la Vanne) — муніципалітет у Франції, у регіоні Бургундія-Франш-Конте, департамент Йонна. Ле-Валле-де-ла-Ванн утворено 1 січня 2016 року шляхом злиття муніципалітетів Шижі, Тей-сюр-Ванн i Варей. Адміністративним центром муніципалітету є Тей-сюр-Ванн. Населення — 1003 особи (01.01.2021).